# Nil by Mouth
Nil by Mouth ist ein britisches Filmdrama aus dem Jahr 1997 und das Erstlingswerk des Schauspielers Gary Oldman als Regisseur und Filmautor. Der Film wurde von Douglas Urbanski und Gary Oldman produziert.

## Handlung
Nil by Mouth zeigt das Leben einer Familie der Unterschicht im vom sozialen Wohnungsbau geprägten South East London. Neben Ray Winstone und Kathy Burke spielt auch die Schwester von Gary Oldman Laila Morse eine Hauptrolle.

## Produktionshintergrund
Der Titel Nil by Mouth ist die englische Bezeichnung für Nüchternheit im Sinne von Nahrungskarenz.
Die Uraufführung von Nil by Mouth war am 8. Mai 1997 auf den Internationalen Filmfestspielen von Cannes, wo er für die Goldene Palme nominiert und Kathy Burke für ihre Interpretation der Valerie mit dem Darstellerpreis ausgezeichnet wurde. In der Folge gewann er viele weitere Preise, unter anderem zwei BAFTA Awards und drei Auszeichnungen bei den British Independent Film Awards.
Der offizielle Kinostart war der 10. Oktober 1997 in Großbritannien (USA: 6. Februar 1998). In Deutschland lief der Film nicht in den Kinos und er wurde bisher nur als VHS Video in England veröffentlicht.
Der Film erhielt wegen seiner realistischen und drastischen Darstellung von häuslicher Gewalt und exzessivem Drogenkonsum und wegen seiner expliziten Sprache in vielen Ländern keine oder nur eine eingeschränkte Jugendfreigabe.

## Auszeichnungen
Internationale Filmfestspiele von Cannes 1997
- Auszeichnung in der Kategorie Beste Schauspielerin für Kathy Burke
- Nominiert für eine Goldene Palme

Edinburgh International Film Festival 1997
- Gewinner des Channel 4 Director’s Award Gary Oldman

Europäischer Filmpreis
- Nominierung in der Kategorie Beste Kamera für Ray Fortunato

BAFTA Awards 1997
- Award in den Kategorien
  - Bester Britischer Film
  - Bestes Originaldrehbuch für Gary Oldman
- Nominierungen in den Kategorien
  - Bester Hauptdarsteller für Ray Winstone
  - Beste Hauptdarstellerin für Kathy Burke

British Independent Film Awards 1998
- Award in den Kategorien
  - Bester Schauspieler für Ray Winstone
  - Beste Schauspielerin für Kathy Burke
  - Bester Newcomer für Laila Morse
- Nominierungen in den Kategorien
  - Bester Regisseur für Gary Oldman
  - Bester Britischer Independent Film
  - Bestes Drehbuch für Gary Oldman

Empire Awards 1998
- Award in der Kategorie Bestes Debüt für Gary Oldman

Royal Variety Club of Great Britain 1997
- Preis in der Kategorie Beste Schauspielerin für Kathy Burke[1]

Camerimage Filmfestival 1997
- Silberner Frosch für Kameramann Ron Fortunato

Das British Film Institute wählte Nil by Mouth im Jahr 1999 auf Platz 97 der besten britischen Filme aller Zeiten.